# Robert de Cassel

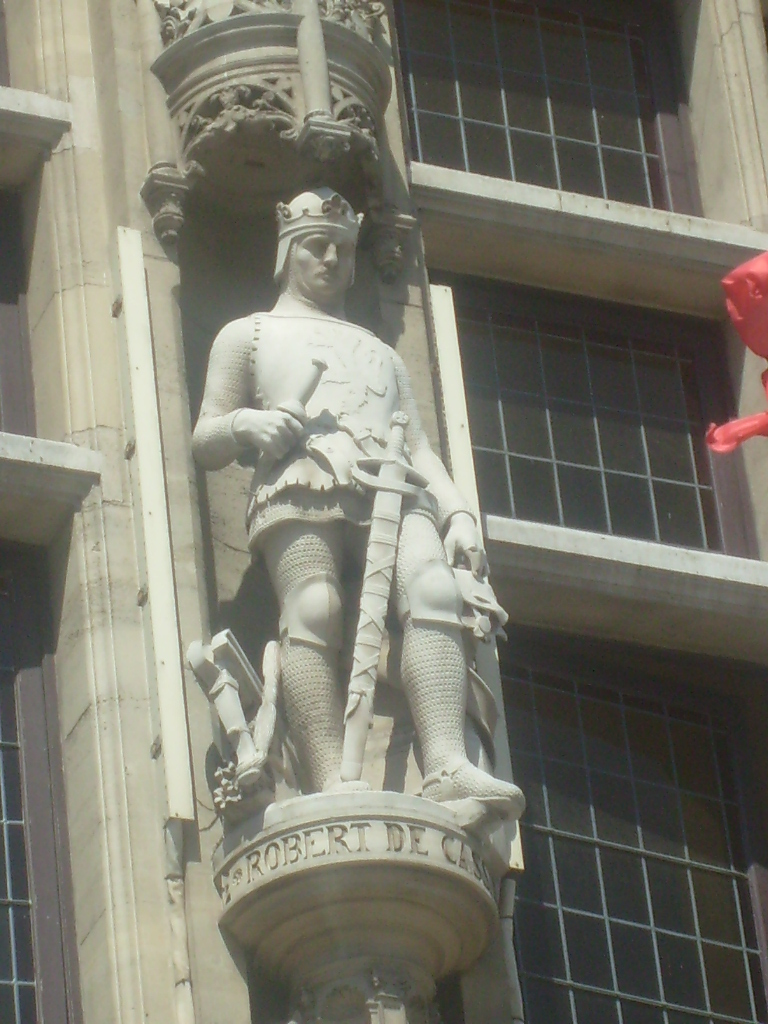
Statue Robert de Cassels am Rathaus von Dunkerque

Robert de Cassel (Flämisch Robrecht van Kassel, * um 1278; † 26. Juni 1331 in Warneton) war Herr von Cassel, Dunkerque, Gravelines, Bourbourg, Bergues und Nieuport (bzw. Kassel, Duinkerke, Grevelingen, Bourbourg, Sint-Winoksbergen und Nieuwpoort). Er ist der zweite Sohn von Graf Robert III. von Flandern und Yolande de Bourgogne, Gräfin von Nevers, Auxerre und Tonnerre.

## Leben
Robert war in den Auseinandersetzungen mit den Königen von Frankreich (Philipp IV., Ludwig X. und Philipp V.) seinem Vater stets loyal. Hier nahm er eine Haltung ein, die von der seines älteren Bruders Ludwig von Nevers völlig verschieden ist. Aus diesem Grund plante Robert III., die Grafschaft seinem jüngeren Sohn zu überlassen, aber unter dem Druck Philipps V. von Frankreich und gegen das Versprechen einer Ehe zwischen dessen Tochter Margarete von Frankreich und Ludwig von Flandern, dem Sohn Ludwigs von Nevers, erklärte Robert III. sich bereit, die Grafschaft an seinen ältesten Sohn zu vererben. Robert de Cassel erhielt 1320, als die Ehe seines Neffen geschlossen wurde, im Gegenzug als Apanage ein Ensemble von Herrschaften, das – entgegen der Gepflogenheiten – einer Aufteilung der Grafschaft Flandern auf die beiden Söhne nahekam.
Roberts Apanage umfasste die spätere französische Provinz Flandre maritime (im Wesentlichen das heutige Arrondissement Dunkerque), Armentières und Warneton, sowie Güter in der Champagne und Le Perche. Gegen 1322 ließ er in Dunkerque eine Burg bauen. Beim Aufstand der Flamen gegen König Karl IV., der im Winter 1323/24 begann und mit der Niederlage der Aufständischen gegen die Franzosen in der Schlacht von Cassel (1328) endete, wurde die Stadt geplündert und die Burg zerstört. Robert de Cassel, der am 11. Juni 1327 dem französischen König den Treueid geleistet hatte, erlegte den Rebellen einen enormen Betrag auf, beschlagnahmte ihr Eigentum und entschädigte diejenigen, die ihm treu geblieben waren. Ein Jahr später erhielt Dunkerque seine kommunalen Rechte zurück.

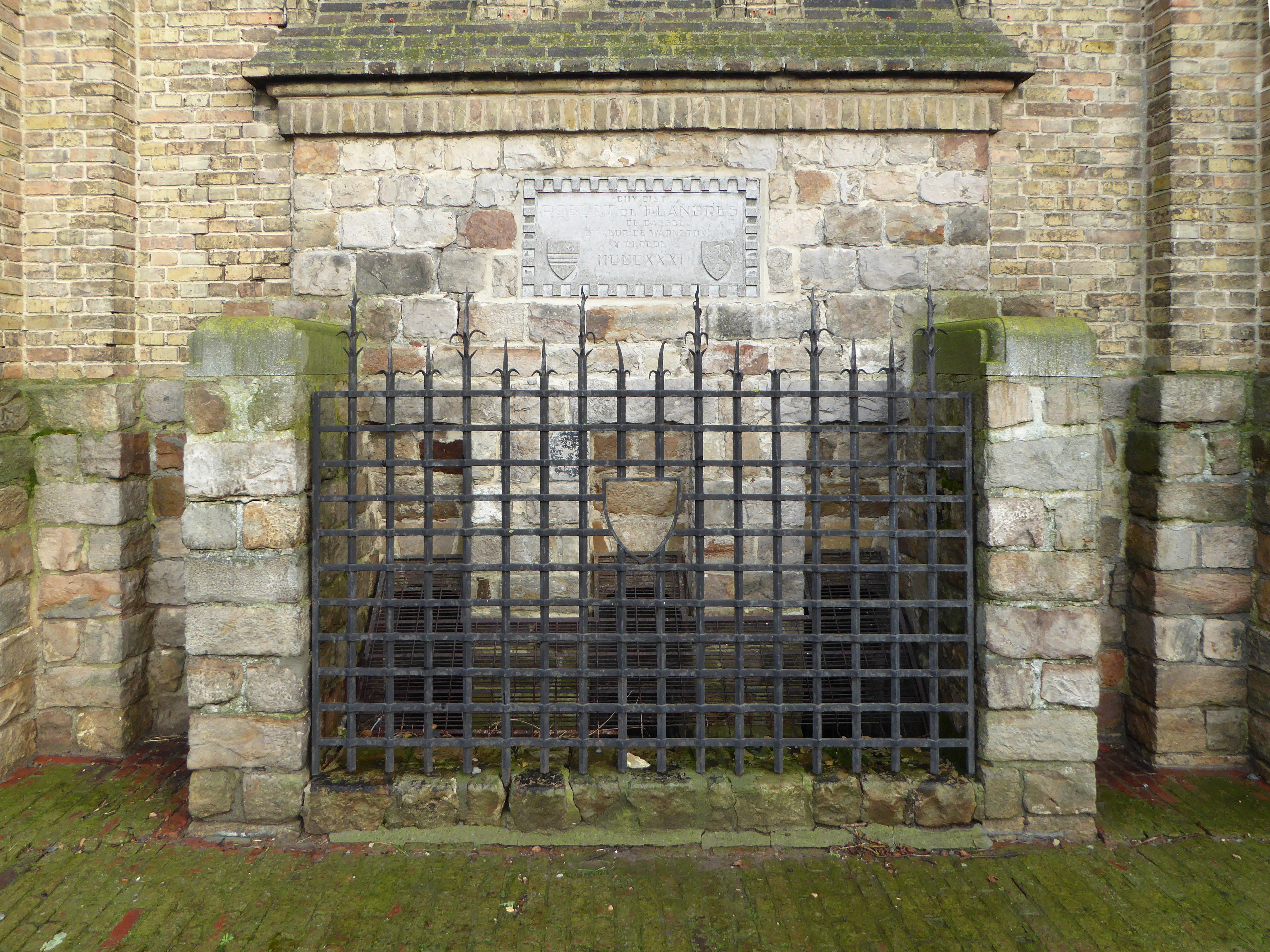
Grabstein Robert de Cassels

Robert de Cassel gilt als der Reorganisator des Magistrats von Dünkirchen. Dieser umfasste einen Bürgermeister (Bourgmestre), Schöffen (Échevins), und Berater (Conseillers), die für die Angelegenheiten der Stadt verantwortlich waren. Er schuf auch die drei Gilden, die für die Bewachung der Stadt verantwortlich waren, die von Saint-Sébastien für die Bogenschützen, die von Saint-Georges für die Armbrustschützen und die von Saint-Barbe für die Arkebusiers.
Er starb am 26. Juni 1331 in Warneton, wo er seinen Wohnsitz hatte, und wurde in der Krypta der dortigen Kirche Saint-Pierre-et-Saint-Paul bestattet. Sein polychromer Grabstein wurde 1923 dort entdeckt. Das Bildnis von Robert de Cassel ist eine von sechs Statuen, die die Fassade des Rathauses von Dunkerque schmücken.
Sein minderjähriger Sohn Jean erbte die Seigneurie Dunkerque. Jeans Mutter hatte am 19. März 1331 für ihre Kinder das Treuebekenntnis gegenüber dem Grafen von Flandern abgegeben. Jean starb kurze Zeit später, 1332 oder 1334. Dessen Schwester Yolande von Flandern, selbst erst wenige Jahre alt, beerbte ihn und brachte durch ihre Ehe den väterlichen Besitz an die Grafen von Bar, das Haus Luxembourg-Saint-Pol und schließlich das Haus Bourbon-Vendôme.

## Ehe und Nachkommen
Robert heiratete am 21. September 1323 mit Dispens und Ehevertrag im Pariser Quartier Saint-Germain-des-Prés Jeanne de Bretagne, Tochter von Herzog Arthur II. und Yolande de Dreux, Gräfin von Montfort. Ihre Kinder sind:
1. Jean, Sire de Cassel († 1332)
2. Yolande (* 1326, † 1395), ⚭ (1) Heinrich IV., Graf von Bar; ⚭ (2) Philipp von Navarra; Ihre Kinder sind:
  - Eduard II. (* 1339, † 1352), Graf von Bar
  - Robert I. (* 1344, † 1411), Graf und später Herzog von Bar